# Iulius Marcellinus (Eques)

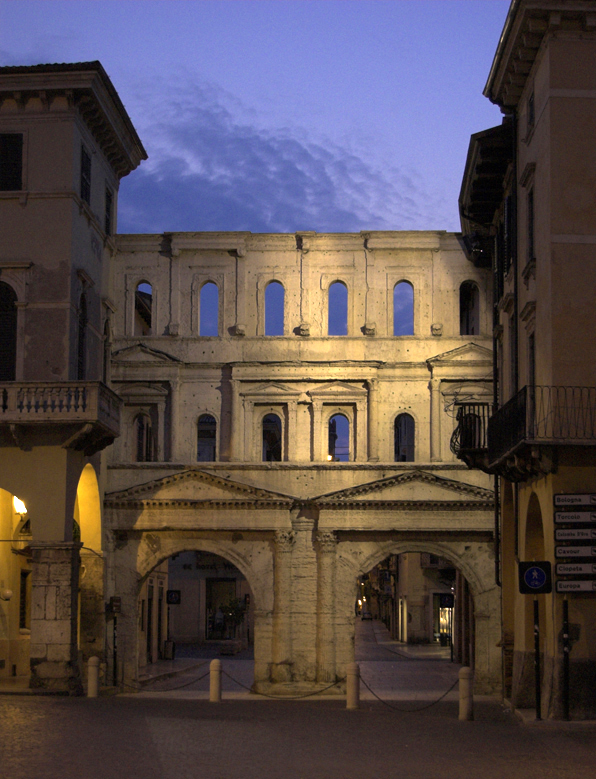
Porta Borsari

Iulius Marcellinus (sein Praenomen ist nicht bekannt) war ein im 3. Jahrhundert n. Chr. lebender Angehöriger des römischen Ritterstandes (Eques).
Durch eine Inschrift am römischen Stadttor Porta Borsari in Verona ist belegt, dass Iulius Marcellinus für den Bau der Stadtmauern in Verona verantwortlich war, die unter Kaiser Gallienus 265 n. Chr. in acht Monaten Bauzeit errichtet wurden.
Nach einigen Forschern handelt es sich dabei um den gleichen Iulius Marcellinus, der auf einer Inschrift auf einem Votivstein in Susa mit dem Titel vir perfectissimus erwähnt ist. Womöglich war er ein vertrauter Beamter des Gallienus, der mit dem Schutz des Reiches betraut war, zu einer Zeit als die Alamannen Oberitalien bedrohten und dem nach seiner Tätigkeit in Verona höhere Aufgaben anvertraut wurden. Im Jahr 271 ist er mit den Befugnissen eines praefectus Aegypti, also eines Statthalters der Provinz Aegyptus, nachgewiesen; allerdings wird angenommen, dass er dieses Amt nur kommissarisch ausübte. Die Forschung schließt nicht aus, dass es sich um den gleichen Marcellinus handelt, der nach Zosimos 275 zusammen mit Kaiser Aurelian ordentlicher Konsul war.